# The Unforgettable Fire (песня)
«The Unforgettable Fire» — второй сингл ирландской рок-группы U2 из альбома The Unforgettable Fire, выпущенный 1 апреля 1985 года.

## О композиции
Вдохновением для написания песни послужила выставка, посвящённая жертвам Атомной бомбардировки Хиросимы и Нагасаки. Как и большинство треков альбома The Unforgettable Fire, это атмосферная композиция с гитарой в стиле эмбиент и струнной аранжировкой ирландского джазового музыканта Ноэля Келехана.
Впервые песня была исполнена 2 сентября 1984 года в Окленде, Новая Зеландия и впоследствии звучала на всех концертах тура Unforgettable Fire Tour и большинстве концертов туров The Joshua Tree Tour и Lovetown Tour. Начиная с 1990 года, U2 не исполняли «The Unforgettable Fire» вплоть до возвращения песни в сет-лист тура U2 360° Tour.

## Список композиций
7" (британское издание)
1. «The Unforgettable Fire» — 4:56
2. «A Sort of Homecoming» (выступление на Арене Уэмбли 15 ноября 1984 года) — 4:06

12" (британское, германское, канадское издание)
1. «The Three Sunrises» — 3:52
2. «The Unforgettable Fire» — 4:56
3. «A Sort of Homecoming» (выступление на Арене Уэмбли 15 ноября 1984 года) — 4:06
4. «Love Comes Tumbling» — 4:45
5. «Bass Trap» — 5:17